# 國立臺東生活美學館

國立臺東生活美學館是一座位於臺東市的國家級東部區域文化中心，隸屬國立台灣美術館，負責花蓮及台東的地方藝術文化推廣、展示、培力、社區發展等任務。

## 歷史
- 1936年臺東廳令第一號制定公布「廳地方費立臺東廳鄉土館館則」，命名為臺東廳鄉土館，由臺東廳務課長兼任館長，並由教育股長負責實際業務[3]。
- 1946年2月更名為臺東縣立鄉土館，同年7月升格為省級單位，更名為臺灣省臺東圖書館，9月再度易名為｢臺灣省立臺東民眾教育館｣。
- 1948年5月改制為臺灣省立臺東圖書館。
- 1955年1月再改制為臺灣省立臺東社會教育館，並劃定花蓮、臺東兩縣為業務輔導區，除社教館一般業務外，兼辦圖書館業務。
- 1980年拆除原東武館武德殿建築，改建為現代建築。
- 1999年7月因臺灣省政府組織精簡，改隸教育部，並更名為國立臺東社會教育館。
- 2008年3月改隸行政院文建會，並改名為國立臺東生活美學館。
- 2012年5月行政院文化建設委員會改制為文化部，改隸文化部。

## 主要業務
推動地方村落文化及生活美學的

## 組織
- 館長
  - 祕書

館內
- 研究發展組
- 推廣輔導組
- 行政室
- 人事機構
- 主計機構

## 外部連結
- 國立臺東生活美學館（页面存档备份，存于）
- 國立臺東生活美學館的Facebook專頁